# Tir aux Jeux olympiques d'été de 2012 - Trap hommes
Navigation
Pékin 2008 Rio de Janeiro 2016
L'épreuve masculine du trap (appelé également fosse olympique) des Jeux olympiques d'été de 2012 se déroule aux Royal Artillery Barracks à Londres, les 5 et 6 août 2012.

## Format de la compétition
L'épreuve se compose d'un tour de qualification et d'une finale. En qualification, chaque tireur effectue 5 séries de 25 tirs, avec 10 cibles venant de la gauche, 10 de la droite et 5 venant de devant. Les tireurs peuvent utiliser 2 cartouches par cible. Les 6 meilleurs tireurs en qualification se qualifient pour la finale.
Lors de la finale, les athlètes effectuent une nouvelle série de 25 tirs, avec cette fois une seule cartouche par cible. Le score total des 150 tirs détermine le classement final et l'attribution des médailles.

## Médaillés
| Or                        | Argent                 | Bronze                  |
| Giovanni Cernogoraz (CRO) | Massimo Fabbrizi (ITA) | Fehaid Al-Deehani (KUW) |

## Qualification
Le tireur australien Michael Diamond, double champion olympique, prend la tête du concours en réalisant le score parfait de 125 plateaux touchés sur 125 lancés. Il égale ainsi le record du monde.
| Rang | Athlète               | Pays                | 1  | 2  | 3  | Jour 1 | 4  | 5  | Total | Barrage | Notes      |
| ---- | --------------------- | ------------------- | -- | -- | -- | ------ | -- | -- | ----- | ------- | ---------- |
| 1    | Michael Diamond       | Australie           | 25 | 25 | 25 | 75     | 25 | 25 | 125   |         | Q, RO, RME |
| 2    | Fehaid Al-Deehani     | Koweït              | 25 | 24 | 25 | 74     | 25 | 25 | 124   |         | Q          |
| 3    | Jesús Serrano         | Espagne             | 24 | 25 | 24 | 73     | 25 | 25 | 123   |         | Q          |
| 4    | Massimo Fabbrizi      | Italie              | 25 | 24 | 25 | 74     | 24 | 25 | 123   |         | Q          |
| 5    | Anton Glasnović       | Croatie             | 25 | 24 | 25 | 74     | 24 | 24 | 122   |         | Q          |
| 6    | Giovanni Cernogoraz   | Croatie             | 25 | 25 | 24 | 74     | 24 | 24 | 122   |         | Q          |
| 7    | Boštjan Maček         | Slovénie            | 24 | 23 | 25 | 72     | 24 | 24 | 121   |         |            |
| 8    | Giovanni Pellielo     | Italie              | 23 | 25 | 24 | 72     | 24 | 25 | 121   |         |            |
| 9    | Maxim Kosarev         | Russie              | 23 | 25 | 25 | 73     | 24 | 24 | 121   |         |            |
| 10   | Rashid Al-Athba       | Qatar               | 24 | 25 | 24 | 73     | 24 | 24 | 121   |         |            |
| 11   | Karsten Bindrich      | Allemagne           | 24 | 25 | 25 | 74     | 23 | 23 | 121   |         |            |
| 12   | Erik Varga            | Slovaquie           | 24 | 25 | 24 | 73     | 25 | 23 | 121   |         |            |
| 13   | Aleksei Alipov        | Russie              | 24 | 22 | 25 | 71     | 25 | 24 | 120   |         |            |
| 14   | David Kostelecký      | République tchèque  | 24 | 24 | 25 | 73     | 25 | 22 | 120   |         |            |
| 15   | Adam Vella            | Australie           | 23 | 23 | 23 | 69     | 25 | 25 | 119   |         |            |
| 16   | Manavjit Singh Sandhu | Inde                | 24 | 24 | 22 | 70     | 25 | 24 | 119   |         |            |
| 17   | Andreas Scherhaufer   | Autriche            | 25 | 24 | 23 | 72     | 23 | 24 | 119   |         |            |
| 18   | Jiří Lipták           | République tchèque  | 24 | 24 | 25 | 73     | 23 | 23 | 119   |         |            |
| 19   | Stéphane Clamens      | France              | 23 | 25 | 25 | 73     | 24 | 22 | 119   |         |            |
| 20   | Sergio Pinero         | Dominique           | 22 | 25 | 25 | 72     | 23 | 23 | 118   |         |            |
| 21   | Edward Ling           | Grande-Bretagne     | 23 | 24 | 25 | 72     | 25 | 21 | 118   |         |            |
| 22   | Ahmed Zaher           | Égypte              | 23 | 22 | 23 | 68     | 24 | 25 | 117   |         |            |
| 23   | Glenn Kable           | Fidji               | 23 | 22 | 24 | 69     | 24 | 24 | 117   |         |            |
| 24   | Oğuzhan Tüzün         | Turquie             | 23 | 23 | 25 | 71     | 24 | 22 | 117   |         |            |
| 25   | Alberto Fernandez     | Espagne             | 22 | 23 | 25 | 70     | 23 | 23 | 116   |         |            |
| 26   | Talal Al-Rashidi      | Koweït              | 24 | 23 | 23 | 70     | 23 | 23 | 116   |         |            |
| 27   | Derek Burnett         | Irlande             | 24 | 23 | 23 | 70     | 23 | 23 | 116   |         |            |
| 28   | Jean Pierre Brol      | Guatemala           | 25 | 22 | 24 | 71     | 22 | 23 | 116   |         |            |
| 29   | Danilo Caro Guarnieri | Colombie            | 24 | 23 | 22 | 69     | 24 | 22 | 115   |         |            |
| 30   | Du Yu                 | Chine               | 22 | 23 | 22 | 67     | 22 | 23 | 112   |         |            |
| 31   | Juan Carlos Pérez     | Bolivie             | 23 | 22 | 23 | 68     | 21 | 21 | 110   |         |            |
| 32   | Dhaher Al-Aryani      | Émirats arabes unis | 21 | 21 | 23 | 65     | 23 | 19 | 107   |         |            |
| 33   | Joan Tomas Roca       | Andorre             | 21 | 19 | 20 | 60     | 21 | 22 | 103   |         |            |
| 34   | Andrei Kavalenka      | Biélorussie         | 24 | 16 | 19 | 59     | 23 | 19 | 101   |         |            |

## Finale
| Rang                                | Athlète             | Pays      | Qualifications | Finale | Total | Barrage | Notes |
| ----------------------------------- | ------------------- | --------- | -------------- | ------ | ----- | ------- | ----- |
| Médaille d'or, Jeux olympiques      | Giovanni Cernogoraz | Croatie   | 122            | 24     | 146   | 6       | ROFE  |
| Médaille d'argent, Jeux olympiques  | Massimo Fabbrizi    | Italie    | 123            | 23     | 146   | 5       | ROFE  |
| Médaille de bronze, Jeux olympiques | Fehaid Al-Deehani   | Koweït    | 124            | 21     | 145   | 4       |       |
| 4                                   | Michael Diamond     | Australie | 125            | 20     | 145   | 3       |       |
| 5                                   | Jesús Serrano       | Espagne   | 123            | 21     | 144   |         |       |
| 6                                   | Anton Glasnović     | Croatie   | 122            | 21     | 143   |         |       |

## Sources
- Le site officiel du Comité international olympique
- Site officiel de Londres 2012